# Броненосцы типа «Андрей Первозванный»
Броненосцы типа «Андрей Первозванный» — эскадренные броненосцы (ЭБ), с 10.10.1907 г. зачислены в класс линейных кораблей (ЛК) («преддредноутного типа») русского флота. Разработаны и построены с учётом опыта Русско-японской войны. Первоначальный проект, завершённый разработкой в 1903 году под руководством корабельного инженера Дмитрия Васильевича Скворцова, являлся дальнейшим развитием проектов эскадренных броненосцев типа «Бородино» и типа «Евстафий», но с увеличенным водоизмещением и усиленным вооружением. Эти корабли отличались хорошим бронированием и мощным вооружением. Водоизмещение кораблей выросло на четыре тысячи тонн по сравнению с предыдущими типами. Броненосцы типа «Андрей Первозванный» стали последними построенными броненосцами Русского флота. Опыт проектирования и постройки ЭБ/ЛК этого типа в последующем позволил русским кораблестроителям и судостроительной промышленности перейти к созданию ЛК типа «Севастополь».

## История создания
В ходе русско-японской войны, вдали от её театров боевых действий в России продолжалось строительство новых кораблей... Не дожидаясь утверждения 10-летней кораблестроительной программы, представленной Николаю II Морским министром в 1904 г., на освободившихся стапелях Галерного островка Адмиралтейского завода и Балтийского завода были заложены новые однотипные эскадренные броненосцы (ЭБ) «Андрей Первозванный» и «Император Павел I». Уроки войны заставили внести коррективы в конструкцию и вооружение этих кораблей, первоначально задуманных как дальнейшее развитие ЭБ типа «Бородино», но с увеличенным водоизмещением и усиленным вооружением. Морской технический комитет (МТК) учёл результаты предварительно обобщённого опыта русско-японской войны в проектах этих кораблей, насколько позволяла их готовность. Этим в основном объясняется затянувшаяся их постройка. В ходе переработки первоначального проекта был изменён состав вооружения: вместо малоэффективной на увеличившихся дистанциях боя 152-мм артиллерии были установлены 14×203-мм/50 орудий в 4-х двух-орудийных башнях и в 6-ти казематах; противоминная 47-мм и 75-мм артиллерия была заменена на 12×120-мм орудий, установленных на верхней палубе в верхнем каземате. Артиллерия главного калибра осталась такой же как на ЭБ типа «Бородино», но был увеличен угол возвышения орудий, за счёт применения откидного козырька в орудийных башнях. Была значительно упрощена система электрооборудования башенных установок, за счёт сокращения количества контактных соединений, повышения надёжности электроэлементов. Металлический завод — изготовитель башенных установок главного калибра, впервые гарантировал скорость заряжания не более 40 сек, вместо 66÷70 сек на ЭБ типа «Бородино». Корпус башни главного калибра, со всеми механизмами, орудиями и вращающейся бронёй удалось полностью уравновесить относительно оси вращения. Жёсткие барабаны, служившие основанием для башен главного калибра, для увеличения жёсткости конструкции были скреплены с броневой палубой. Металлические мамеринцы, вызывающие при повреждении заклинение башен, были заменены на кожаные. Система бронирования, на основе принципа обеспечения боевой остойчивости (выдвинут А. Н. Крыловым: «при повреждениях корпуса корабль должен тонуть, а не опрокидываться») подверглась значительным изменениям: броневой пояс продлён до штевней в горизонтальном направлении и до верхней палубы по вертикали; наибольшая толщина нижнего пояса увеличена до 216 мм, верхнего — до 127 мм; полностью забронированы палубы, верхний и нижний казематы, включая крышу; надводный борт лишён каких либо иллюминаторов. Общая проектная масса брони доведена до 35 % от водоизмещения корабля; значительно улучшена конструкция крепления броневых плит, с отказом от деревянных прокладок; полностью пересмотрена система бронирования боевых рубок. Для повышения боевой остойчивости были оборудованы междудонные отсеки, обеспечивающие быстрое спрямление корабля при крене, вызванном затоплением через пробоину одного из машинных отделений. Таким образом, предполагалось, что ЛК типа «Андрей Первозванный», сохранивший конструктивные решения характерные для «додредноутов»: таранное образование форштевня; разнокалиберность артиллерийского вооружения; ромбическое расположение башен 203-мм артиллерии, а также поршневые двигатели — будет малоуязвим для 305 -мм артиллерии того времени на всех боевых дистанциях. С 10.10.1907 года оба ЭБ были зачислены в класс линейных кораблей (ЛК). Благодаря внесённым в проект изменениям значительно улучшились тактико-технические характеристики (ТТХ) этих ЛК, что позволило отнести их к переходному типу ЛК в развитии линейного флота от ЭБ до ЛК дредноутного типа.

## Представители серии
- «Андрей Первозванный» — броненосец — головной корабль серии. 28 апреля 1905 года заложен в Санкт-Петербурге, спущен на воду 7 октября 1906 года, вступил в строй 30 апреля 1912 года.
- «Император Павел I» — броненосец. Заложен 27 октября 1905 года на Балтийском заводе в Санкт-Петербурге. Спущен на воду 7 сентября 1907 года. Введён в эксплуатацию 10 марта 1911 года. Это первый в мире корабль, оборудованный гиперболоидными многосекционными стальными сетчатыми мачтами, конструкции знаменитого инженера В. Г. Шухова.

## История строительства

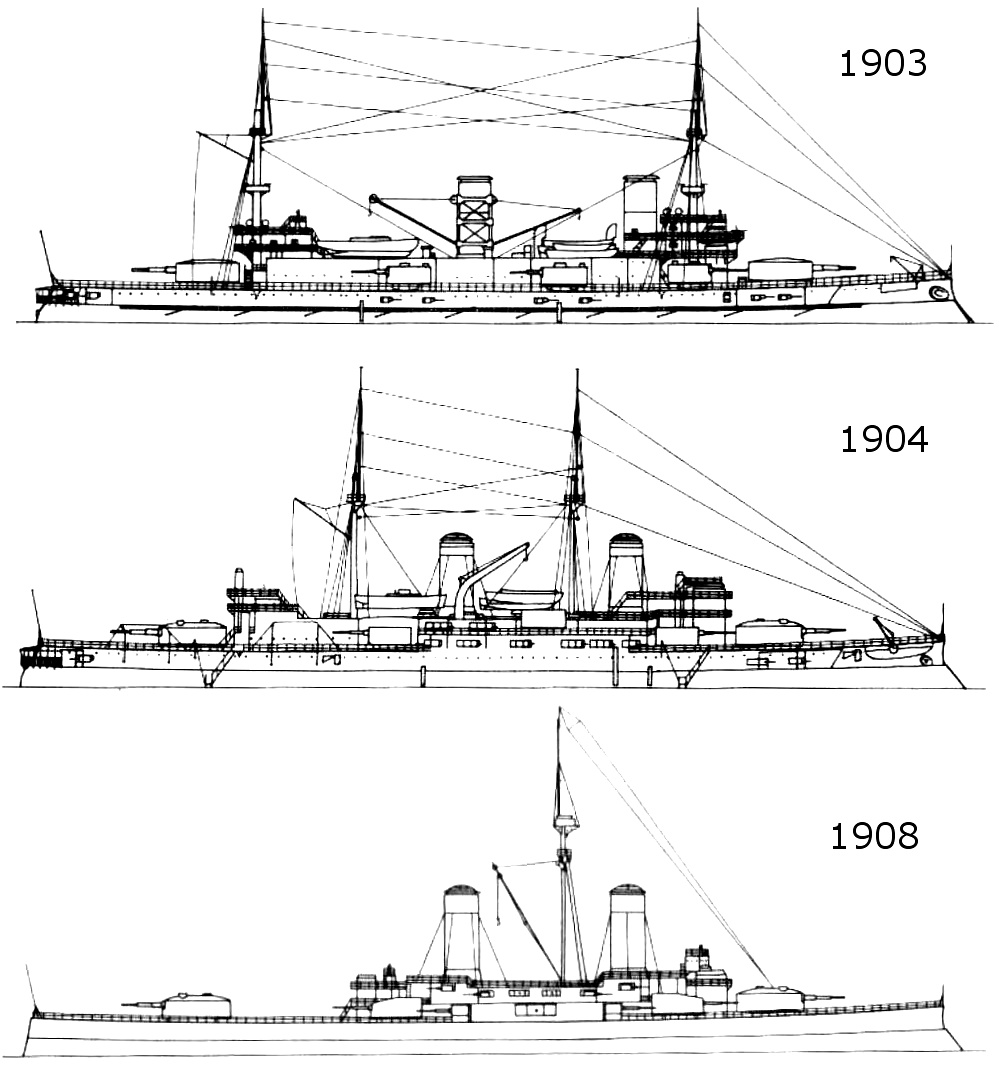
Проектные варианты ЭБ типа «Андрей Первозванный»

Эскадренные броненосцы типа «Андрей Первозванный» строились по судостроительной программе 1903—1923 года и были заложены в 1904 году. После Цусимского сражения было решено их перепроектировать. Рассматривалось 17 проектов новых броненосцев, в итоге из каждого проекта позаимствовали самые лучшие решения.
Нововведения принятого проекта были следующими: внедрили новую английскую систему конструктивной защиты, решетчатые мачты американской конструкции, новую систему управления огнём, система бронирования как на немецких броненосцах, новую систему обеспечения остойчивости, якоря Холла. Новая система непотопляемости делила корабль на 11 отсеков. 95 % надводной части корабля покрывала броня. Главный бортовой пояс из 49 плит имел толщину от 102 до 216 мм. Казематы защищала 127-мм броня. Чтобы не ослаблять бронезащиту было решено отказаться от иллюминаторов в корпусе корабля. Переделки завершили в январе 1908 года, на них затратили более 700 тысяч рублей.
Строительство двух броненосцев затянулось почти на девять лет. В итоге, несмотря на все новшества, когда корабли вошли в состав флота, они были морально устаревшими и не могли конкурировать с новыми броненосцами и линейными кораблями. Проект броненосца типа
«Андрей Первозванный» был очень совершенным для 1904 года, но не для 1912 года, поскольку технология проектирования и постройки больших артиллерийских кораблей за эти годы ушла далеко вперед.

## Конструкция
Непотопляемость корабля обеспечивали семнадцать главных поперечных водонепроницаемых переборок делившими корабль на 11 основных отсеков:
- Таранный отсек;
- Отсек провизии и носовых минных аппаратов;
- Отсек мокрой провизии и якорных цепей;
- Носовой отсек главного калибра;
- Отсек боезапаса;
- Носовой кочегарный отсек;
- Кормовой кочегарный отсек;
- Отсек боезапаса;
- Машинный отсек;
- Кормовой отсек главного калибра;
- Румпельный отсек.

На броненосце имелось второе дно и противоминная переборка.

## Вооружение

### Артиллерия
- Главный калибр состоял из 4-х улучшенных 305-мм (12-дюймовых, длина ствола 40 калибров) орудий изготовленных на Обуховском заводе. Дальность стрельбы 12-дм орудий при угле возвышения 35° составляла 110 каб., практическая скорострельность 1,2 выстрела в минуту. Располагались в 2-х поворотных двуорудийных башнях в носу и в корме.
- Промежуточный калибр был представлен восьмью 203-мм (8-дюймовыми) орудиями Виккерса в 4-х двуорудийных поворотных башнях и 6-ю 203-мм орудиями Виккерса в нижнем каземате.
- Противоминный калибр 12 × 120-мм пушек Канэ.
- 4 × 47-мм пушек Гочкиса
- Зенитное вооружение: 6 х 10,67-мм пулемётов

### Минно-торпедное вооружение
- Минно-торпедное вооружение состояло из 2-х однотрубных 450-мм подводных торпедных аппаратов системы Данильченко.

## Силовая установка
2 вертикальные паровые четырёхцилиндровых машины (паровая машина Франко-русского завода и паровая машина Балтийского завода для Императора Павла I) по 8816 л. с. каждая и 25 водотрубных котлов системы Бельвиля без экономайзеров, которые имели суммарные площади нагревательной поверхности 4743,63 м², колосниковых решеток 153,71 м². Они располагались в котельных и в 2-х машинных отделениях. Два вала вращали трёхлопастные гребные винты. Винты были изготовлены из бронзы и имели диаметр 5,6 м.
Нормальный запас угля, предусматривающийся проектной нагрузкой составлял 850 тонн, Что позволяло броненосцу пройти на экономичной скорости в 10 узлов — 2100 миль или 1300 миль при полной скорости хода в 16 узлов. Полная ёмкость 19 угольных ям равнялась 1584,79 т и позволяла пройти на экономической скорости 3900 морских миль. Максимальный запас составлял около 3000 тонн, что позволяло пройти на экономической скорости около 6500 миль, но эта дальность практического значения не имела.
Корабельная электростанция состояла из шести пародинамомашин системы компаунд постоянного тока, напряжением 105 в.

## Представители класса
| Название              | Место постройки      | Закладка        | Спуск на воду       | Вступление в строй  | Выведен             | Судьба             |
| --------------------- | -------------------- | --------------- | ------------------- | ------------------- | ------------------- | ------------------ |
| «Андрей Первозванный» | Новое Адмиралтейство | 28 апреля 1905  | 7 октября 1906 года | 30 апреля 1912 года | 1924 год            | Разобран на металл |
| «Император Павел I»   | Балтийский завод     | 27 октября 1905 | 7 сентября 1907     | 10 марта 1911       | 21 ноября 1925 года | Разобран на металл |

## Служба

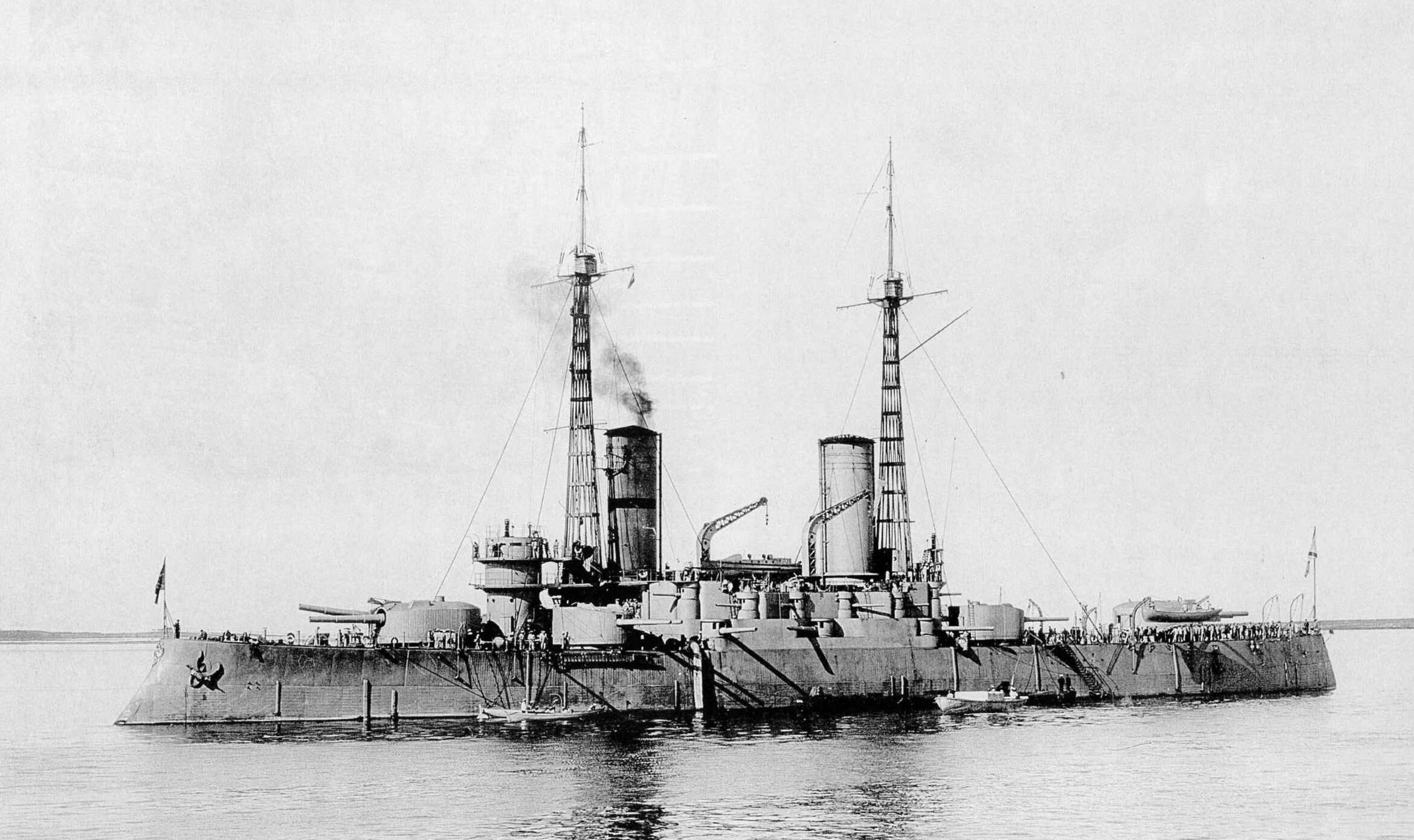
«Император Павел I»
после 19 апреля 1917 — «Республика»

После вступления броненосцев «Андрей Первозванный» и «Император Павел I» в состав Русского императорского флота на их основе была сформирована бригада линейных кораблей, в которую также вошли броненосцы «Слава» и «Цесаревич». Бригада приступила к боевой подготовке в мае 1912 года. 21 июля 1914 года бригада получила название 1-й бригады линейных кораблей, а 5 апреля 1915 была переименована во 2-ю бригаду. Во время Первой мировой войны броненосцы постоянно находились в базах. Совершив несколько боевых походов, не имели боевого соприкосновения с противником — германским флотом. Осенью 1916 года была проведена небольшая модернизация по установке 4-х 76,2-мм зенитных орудий. После Февральской революции матросы 2-й бригады участвовали в массовых убийствах офицеров Балтийского флота.
С 5—10 апреля 1918 года броненосцы в составе отряда кораблей совершили «Ледовый переход» из Гельсингфорса в Кронштадт. Корабли дослуживали в составе «Морских сил Кронштадта».
Броненосец «Андрей Первозванный» участвовал в подавлении «Кронштадтского восстания», вёл огонь из орудий главного калибра по форту «Красная горка».
«Император Павел I» (с 16 апреля 1917 года — «Республика») 9 сентября сдан на хранение, через год из состава флота был выведен и «Андрей Первозванный».
18 августа 1919 «Андрей Первозванный» получил торпедное попадание и был передан на «Балтийский завод» для восстановления, которое так и не было завершено, из-за общего развала промышленности вследствие Февральской революции.

## Оценка проекта
Долгое строительство и появление «дредноутов» сделало русские броненосцы устаревшими еще до вступления в строй. Вскоре на вооружении ведущих флотов мира появились орудия калибра 343, 356 и 381 мм, способные пробить защиту броненосцев типа «Андрей Первозванный» с любой дистанции боя. Бронирование броненосцев проектировалось для защиты от пушек малого и среднего калибра, но сильное возрастание дистанции боя само по себе привело к выходу из игры пушек среднего калибра.
При испытании новых броненосцев выявились плохие мореходные качества. Корабль зарывался в воду принимая много воды на полубак. Сохранился отзыв командира броненосца «Императора Павла I»: — «масса воды в виде сплошного непрерывного дождя брызг, заливавших не только верхнюю палубу, но и 12- и 8-дюймовые башни, нижний мостик, боевую рубку и попадавших даже на палубу 120-мм казематов, не говоря уже о навесной палубе, на которой стояла сплошная вода».
Обитаемость корабля была плохой. При конструировании было решено сократить до минимума надстройки, что при увеличении экипажа до 950 человек привело к проблемам. Усугубляла положение плохая вентиляция внутренних помещений.
Мачты решетчатой конструкции сильно вибрировали и грелись от близко расположенных дымовых труб. Мачты «американской конструкции» демаскировали корабли и впоследствии были срезаны и заменены на обычные.